# Andrea Bienias
Pour les articles homonymes, voir Bienias.
Andrea Bienias (née Reichstein le 11 novembre 1959 à Leipzig) est une athlète allemande, spécialiste du saut en hauteur.

## Biographie
Concourant pour la République démocratique allemande, elle remporte la médaille d'or des Championnats d'Europe en salle de 1986, à Madrid, en franchissant une barre à 1,97 m. Elle établit par ailleurs la marque de 1,99 m le 7 mars 1982 à Milan, performance constituant alors un nouveau record d'Europe indoor de la discipline.
Elle se classe deuxième aux championnats d'Europe en salle de 1982, sixième des Championnats d'Europe 1982, dixième des championnats du monde 1983, et termine au pied du podium des championnats d'Europe 1986. 
Sur le plan national, Andrea Bienias remporte le titre du saut en hauteur des championnats d'Allemagne de l'Est en 1981, 1982, 1984 et 1986, année dans laquelle elle est également couronnée en salle.

### Palmarès
| Date | Compétition                    | Lieu      | Résultat | Marque |
| ---- | ------------------------------ | --------- | -------- | ------ |
| 1980 | Jeux olympiques                | Moscou    | 6e       | 1,91 m |
| 1982 | Championnats d'Europe en salle | Milan     | 2e       | 1,99 m |
| 1982 | Championnats d'Europe          | Athènes   | 7e       | 1,91 m |
| 1986 | Championnats d'Europe en salle | Madrid    | 1re      | 1,97 m |
| 1986 | Championnats d'Europe          | Stuttgart | 4e       | 1,90 m |

### Records
| Épreuve         | Épreuve   | Performance | Lieu    | Date            |
| --------------- | --------- | ----------- | ------- | --------------- |
| Saut en hauteur | Plein air | 1,97 m      | Leipzig | 27 juillet 1983 |
| Saut en hauteur | Salle     | 1,99 m      | Milan   | 7 mars 1982     |